# Rainer Margreiter
Rainer Margreiter (* 26. Juni 1975 in Innsbruck) ist ein ehemaliger österreichischer Rennrodler, der von 1995 bis 2006 aktiv war.
Bei den FIL-Rennrodel-Weltmeisterschaften 2003 in Sigulda (Lettland) gewann er zwei Bronzemedaillen im Herren-Einzel und im Mixed-Team.
Er nahm an zwei Olympischen Winterspielen teil und belegte 2002 in Salt Lake City den zehnten Platz bei den Herren. Margreiter startete für den SV Igls.